# Mérouzhan II Arçrouni
Merouzhan II Arçrouni (en arménien : Մերուժան Բ Արծրունիներ) est un naxarar arménien de la fin du VIIIe siècle, chef de la maison Arçrouni et prince de Vaspourakan. Il est fils de Gagik Ier, prince Arçrouni.

## Biographie
Vers 770, il reste en Arménie, tandis que son père Gagik Arçrouni et ses frères Hamazasp et Sahak sont emprisonnés, probablement en Mésopotamie. Gagik meurt en prison vers 772, mais ses fils sont libérés peu après et reviennent en Arménie. Les trois frères refusent de se joindre à l'insurrection générale de 775, qui se termine par la défaite de Bagrévand. Quelques années plus tard, après une nouvelle révolte, le calife fait arrêter et emprisonner Hamazasp, Sahak et Merouzhan Arçrouni. Au bout de trois ans, le bourreau leur offre le choix entre la mort ou l'apostasie. Hamazasp et Sahak choisissent la mort et Merouzhan l'apostasie. Il revient en Arménie, et devient le chef de la famille Arçrouni et le prince de Vaspourakan.
Peu après, deux princes Mamikonian, Šapouh et Vard Mamikonian, fils de Moušeł VI Mamikonian se réfugient dans le Vaspourakan, mais Merouzhan Arçrouni les fait assassiner.

## Postérité
Le premier prince Arçrouni connu après Merouzhan Arçrouni est Gagik Arçrouni, dont on ne sait rien si ce n'est qu'il est le père de Hamazasp Arçrouni, lui-même père d'Ašot Arçrouni, prince de Vaspourakan en 836. Chronologiquement, ce Gagik se place dans la génération qui suit celle de Hamazasp, de Sahak et de Merouzhan. Pour Cyrille Toumanoff, Gagik est un fils certain de Hamazap. Christian Settipani n'est pas aussi catégorique, mais pense que cette filiation est probable, en raison d'une transmission onomastique courante : Ašot, fils de Hamazasp, fils de Gagik, fils (?) de Hamazasp, fils de Gagik.

## Famille
|                                     |                                     |                                     |                                     |                                     |                                     |  |  | Vahan Arçrouni naxarar                              |                                       |                                       |                                       |                                       |                                       |  |  |                                      |                                      |                                      |                                      |                                      |                                      |  |  |                                          |                                          |                                          |                                          |                                          |                                          |  |  |  |  |  |  |  |  |  |  |  |  |  |  |  |  |  |  |  |  |
|                                     |                                     |                                     |                                     |                                     |                                     |  |  |                                                     |                                       |                                       |                                       |                                       |                                       |  |  |                                      |                                      |                                      |                                      |                                      |                                      |  |  |                                          |                                          |                                          |                                          |                                          |                                          |  |  |  |  |  |  |  |  |  |  |  |  |  |  |  |  |  |  |  |  |
|                                     |                                     |                                     |                                     |                                     |                                     |  |  |                                                     |                                       |                                       |                                       |                                       |                                       |  |  |                                      |                                      |                                      |                                      |                                      |                                      |  |  |                                          |                                          |                                          |                                          |                                          |                                          |  |  |  |  |  |  |  |  |  |  |  |  |  |  |  |  |  |  |  |  |
| Sahak II Arçrouni († 762/3) naxarar | Sahak II Arçrouni († 762/3) naxarar | Sahak II Arçrouni († 762/3) naxarar | Sahak II Arçrouni († 762/3) naxarar | Sahak II Arçrouni († 762/3) naxarar | Sahak II Arçrouni († 762/3) naxarar |  |  | Hamazasp Arçrouni († 762/3) naxarar                 | Hamazasp Arçrouni († 762/3) naxarar   | Hamazasp Arçrouni († 762/3) naxarar   | Hamazasp Arçrouni († 762/3) naxarar   | Hamazasp Arçrouni († 762/3) naxarar   | Hamazasp Arçrouni († 762/3) naxarar   |  |  | Gagik Ier Arçrouni († 772/3) naxarar | Gagik Ier Arçrouni († 772/3) naxarar | Gagik Ier Arçrouni († 772/3) naxarar | Gagik Ier Arçrouni († 772/3) naxarar | Gagik Ier Arçrouni († 772/3) naxarar | Gagik Ier Arçrouni († 772/3) naxarar |  |  |                                          |                                          |                                          |                                          |                                          |                                          |  |  |  |  |  |  |  |  |  |  |  |  |  |  |  |  |  |  |  |  |
| Sahak II Arçrouni († 762/3) naxarar | Sahak II Arçrouni († 762/3) naxarar | Sahak II Arçrouni († 762/3) naxarar | Sahak II Arçrouni († 762/3) naxarar | Sahak II Arçrouni († 762/3) naxarar | Sahak II Arçrouni († 762/3) naxarar |  |  | Hamazasp Arçrouni († 762/3) naxarar                 | Hamazasp Arçrouni († 762/3) naxarar   | Hamazasp Arçrouni († 762/3) naxarar   | Hamazasp Arçrouni († 762/3) naxarar   | Hamazasp Arçrouni († 762/3) naxarar   | Hamazasp Arçrouni († 762/3) naxarar   |  |  | Gagik Ier Arçrouni († 772/3) naxarar | Gagik Ier Arçrouni († 772/3) naxarar | Gagik Ier Arçrouni († 772/3) naxarar | Gagik Ier Arçrouni († 772/3) naxarar | Gagik Ier Arçrouni († 772/3) naxarar | Gagik Ier Arçrouni († 772/3) naxarar |  |  |                                          |                                          |                                          |                                          |                                          |                                          |  |  |  |  |  |  |  |  |  |  |  |  |  |  |  |  |  |  |  |  |
|                                     |                                     |                                     |                                     |                                     |                                     |  |  |                                                     |                                       |                                       |                                       |                                       |                                       |  |  |                                      |                                      |                                      |                                      |                                      |                                      |  |  |                                          |                                          |                                          |                                          |                                          |                                          |  |  |  |  |  |  |  |  |  |  |  |  |  |  |  |  |  |  |  |  |
|                                     |                                     |                                     |                                     |                                     |                                     |  |  | Hamazasp Ier Arçrouni († 785) naxarar               | Hamazasp Ier Arçrouni († 785) naxarar | Hamazasp Ier Arçrouni († 785) naxarar | Hamazasp Ier Arçrouni († 785) naxarar | Hamazasp Ier Arçrouni († 785) naxarar | Hamazasp Ier Arçrouni († 785) naxarar |  |  | Sahak Arçrouni († 785) naxarar       | Sahak Arçrouni († 785) naxarar       | Sahak Arçrouni († 785) naxarar       | Sahak Arçrouni († 785) naxarar       | Sahak Arçrouni († 785) naxarar       | Sahak Arçrouni († 785) naxarar       |  |  | Merouzhan II Arçrouni († ap.785) naxarar | Merouzhan II Arçrouni († ap.785) naxarar | Merouzhan II Arçrouni († ap.785) naxarar | Merouzhan II Arçrouni († ap.785) naxarar | Merouzhan II Arçrouni († ap.785) naxarar | Merouzhan II Arçrouni († ap.785) naxarar |  |  |  |  |  |  |  |  |  |  |  |  |  |  |  |  |  |  |  |  |
|                                     |                                     |                                     |                                     |                                     |                                     |  |  | Hamazasp Ier Arçrouni († 785) naxarar               | Hamazasp Ier Arçrouni († 785) naxarar | Hamazasp Ier Arçrouni († 785) naxarar | Hamazasp Ier Arçrouni († 785) naxarar | Hamazasp Ier Arçrouni († 785) naxarar | Hamazasp Ier Arçrouni († 785) naxarar |  |  | Sahak Arçrouni († 785) naxarar       | Sahak Arçrouni († 785) naxarar       | Sahak Arçrouni († 785) naxarar       | Sahak Arçrouni († 785) naxarar       | Sahak Arçrouni († 785) naxarar       | Sahak Arçrouni († 785) naxarar       |  |  | Merouzhan II Arçrouni († ap.785) naxarar | Merouzhan II Arçrouni († ap.785) naxarar | Merouzhan II Arçrouni († ap.785) naxarar | Merouzhan II Arçrouni († ap.785) naxarar | Merouzhan II Arçrouni († ap.785) naxarar | Merouzhan II Arçrouni († ap.785) naxarar |  |  |  |  |  |  |  |  |  |  |  |  |  |  |  |  |  |  |  |  |
|                                     |                                     |                                     |                                     |                                     |                                     |  |  | Gagik II Arçrouni (prince des Arçrouni)             |                                       |                                       |                                       |                                       |                                       |  |  |                                      |                                      |                                      |                                      |                                      |                                      |  |  |                                          |                                          |                                          |                                          |                                          |                                          |  |  |  |  |  |  |  |  |  |  |  |  |  |  |  |  |  |  |  |  |
|                                     |                                     |                                     |                                     |                                     |                                     |  |  |                                                     |                                       |                                       |                                       |                                       |                                       |  |  |                                      |                                      |                                      |                                      |                                      |                                      |  |  |                                          |                                          |                                          |                                          |                                          |                                          |  |  |  |  |  |  |  |  |  |  |  |  |  |  |  |  |  |  |  |  |
|                                     |                                     |                                     |                                     |                                     |                                     |  |  | Hamazasp II Arçrouni (prince des Arçrouni)          |                                       |                                       |                                       |                                       |                                       |  |  |                                      |                                      |                                      |                                      |                                      |                                      |  |  |                                          |                                          |                                          |                                          |                                          |                                          |  |  |  |  |  |  |  |  |  |  |  |  |  |  |  |  |  |  |  |  |
|                                     |                                     |                                     |                                     |                                     |                                     |  |  |                                                     |                                       |                                       |                                       |                                       |                                       |  |  |                                      |                                      |                                      |                                      |                                      |                                      |  |  |                                          |                                          |                                          |                                          |                                          |                                          |  |  |  |  |  |  |  |  |  |  |  |  |  |  |  |  |  |  |  |  |
|                                     |                                     |                                     |                                     |                                     |                                     |  |  | Ašot Ier Arçrouni (816 † 874) prince de Vaspourakan |                                       |                                       |                                       |                                       |                                       |  |  |                                      |                                      |                                      |                                      |                                      |                                      |  |  |                                          |                                          |                                          |                                          |                                          |                                          |  |  |  |  |  |  |  |  |  |  |  |  |  |  |  |  |  |  |  |  |

### Sources primaires
« Quant à Gaguik, prince du domaine d’Ardzrouni, n’ayant pu suivre leur exemple, il se retira dans le château fort de Nekan, puis il forma une bande de ses nakharars et de leur milice, avec laquelle il faisait des excursions fréquentes dans les provinces de Zaréhavand, de Routaxe, de Zidro, de Tassouk, de Gaznak, d’Ouroumi, de Sourénabade, et dans d’autres encore qui limitaient toutes l’Aderbéjan. Pendant ces excursions, Gaguik et les siens commettaient des actes indignes d’un chrétien et désagréables à Dieu ; ils se conduisaient à la manière des infidèles ; ils mettaient à contribution toutes les contrées qu’ils traversaient, et usaient de beaucoup de violences et de cruautés pour percevoir leur argent. Arrivés dans la province de Her ils y furent surpris par Rouh, capitaine arabe, qui leur blessa beaucoup de monde et contraignit le reste à se retirer dans la forteresse de Nekan, d’où, par ses manœuvres autour de la place, il essayait de les attirer dans une embuscade. La défaite de ses troupes contraignit le prince d’Ardzrouni à rester renfermé momentanément dans sa forteresse et à ne plus tenter d’invasions injustes. La place fut ensuite assiégée par un autre corps d’armée, sous les ordres du général Moussé. Le siège dura un an, et tous les efforts employés pour réduire la forteresse avortèrent. L’assiégeant commença de fausses négociations pour arriver à une paix, et par ce moyen il parvint à s’emparer de la personne de Gaguik, qu’il livra entre les mains du calife. Celui-ci l’enchaîna, le mit en prison et lui fit subir d’insupportables tortures, afin de le contraindre à rembourser les sommes qu’il avait perçues dans la Perse sous la forme d’impôt. Pour recouvrer sa liberté, Gaguik restitua tout ce dont il disposait sans rien cacher ; mais ce fut inutilement, il expira dans les souffrances de la prison comme un misérable. Hamazasp et Isaac, ses fils, restèrent longtemps encore en prison, jusqu’à ce que le cruel bourreau (le souverain des Arabes), attendri de leur sort, se réconcilia avec eux et les envoya en Arménie d’une manière honorable.
(...)
Ce conseil si sage ne fit aucune impression sur les révoltés ; il fut rejeté par eux comme une sorte de trahison, parce qu’ils étaient trop influencés par l’imposteur visionnaire (le moine) qui les exhortait constamment à persévérer fermement dans leur entreprise et à ne pas revenir sur leur dessein. Mais on vit bientôt la conséquence de cette folle opiniâtreté. La désunion éclata parmi eux. Hamazasp, seigneur des domaines d’Ardzrouni, avec ses frères et ses troupes, resta immobile aux environs du département de Vaspourakan, ainsi que Vassak, fils d’Achott, et les nakharars des deux familles d’Amatouni et de Terouni, qui se retirèrent, les uns dans la citadelle de Dariuns, les autres sur la cime du mont à pic de Makou, tandis que les autres, fortifiés dans les défilés d’Aragueght, en sortaient de temps à autre pour fourrager aux environs et rentrer de suite dans leurs tranchées.
(...)
Moussa ou Moussé, son fils, monta sur le trône paternel ; il ne régna qu’une seule année. Il se distingua par sa cruauté, sa barbarie atteignait à la démence. Lorsqu’il s’exerçait aux armes et se perfectionnait dans le tir de l’arc, il faisait placer devant lui des hommes pour servir de but à ses flèches, et il les tuait sur le champ. Peu après être monté sur le trône, il remplaça Roh, dans le commandement de l’Arménie, par un certain Khazme. Celui-ci non seulement avait une physionomie infernale ; mais, comme le présageait l’étymologie de son nom, il provoqua la révolte et la guerre. Arrivé près de la ville de Devïn, il fut reçu par tous les nakharars arméniens, qui s’étaient portés à sa rencontre. Au nombre de ces nakharars figuraient aussi Hamazasp, Isaac et Mehroujan, nakharars d’Ardzerouni. L’ennemi pervers (Khazme), frappé de la belle et gracieuse apparence des nakharars, ainsi que de la superbe tenue de leurs troupes, fit arrêter sur le champ ces trois vaillants généraux, les jeta en prison, où ils passèrent trois ans chargés de chaînes. Par les accusations qu’il porta contre eux devant Moussé, souverain des Arabes, il obtint de lui l’ordre de leur ôter la vie. Il fit porter cet ordre écrit dans la prison où souffraient depuis si longtemps ces bienheureux martyrs. Quand on eut fini la lecture de l’arrêt qui les condamnait à mort, ils demandèrent à un des agents, nommé Koubéda, leur ami intime, s’il y avait quelque moyen d’être délivré de cette mort à laquelle ils avaient été si injustement condamnés. Koubéda leur répondit : « Il vous est impossible d’être sauvés de ses mains et de vous soustraire à la mort qui vous menace de si près, à moins que vous ne consentiez à vous faire musulmans et à vous soumettre à la voix, de notre Prophète. C’est là pour vous l’unique chance de salut. »
Mehroujan, en entendant l’arrêt, fut effrayé par la perspective de la mort temporaire ; il se livra lui-même aux supplices éternels, il brisa lui-même le joug doux de la foi en Jésus-Christ et se sépara du troupeau du Seigneur, pour se joindre aux loups dévorants.
Au reste, comme cette apostasie ne fut point spontanée mais produite par la terreur d’une mort prochaine, il est possible que Jésus sera touché de son repentir sincère. Quant aux (deux autres) courageux martyrs, revêtus de l’armure de la foi, et ayant la tête garnie du casque du salut, ils dirent : « Jamais, jamais nous ne changerons la vérité divine contre la fausseté, ni la vie éternelle contre une vie temporelle, ni la gloire perpétuelle contre une gloire passagère, ni Jésus-Christ, espérance de tous, contre notre misérable existence. » Ils continuèrent ainsi durant tout le temps de leur emprisonnement à se soutenir réciproquement en se disant l’un à l’autre : « Mon frère, nous avons déjà suffisamment joui de la gloire passagère ; désormais ni les grandeurs et les gloires périssables, ni les manteaux brodés d’or et servant à nous parer, ni l’affection de nos proches, ni la tendresse de nos enfants, ne pourront nous séduire ; rien absolument rien de tout ce bonheur qui nous entourait, et qui a déjà perdu tant d’âmes, ne peut nous faire tomber. » C’est ainsi qu’ils s’encourageaient mutuellement dans leurs souffrances, demandant à Dieu de les faire entrer dans la possession de la vie future. Enfin arriva le moment de combattre, ce moment où ils devaient couronner leur carrière par le martyre : c’était le jour de la sainte et glorieuse naissance de Jésus-Christ que les Églises des fidèles célèbrent par des fêtes solennelles durant huit jours. Alors l’agent de l’injustice (Khazme) donna l’ordre de les amener devant son tribunal. Sachant d’avance leur fermeté et leur foi ardente en Jésus-Christ, il ne leur fit plus la proposition (d’apostasie). Il fit amener d’abord sur le lieu du supplice le bienheureux Isaac ; l’instrument de torture était d’une nouvelle invention : il se composait de deux pièces de bois fourchues plantées solidement en terre, les fourches en haut ; le patient était mis au milieu, on faisait entrer les deux fourches dans ses aisselles, après avoir solidement attaché ses bras au bois. On commençait alors à lui appliquer sur le dos des coups de nerf de bœuf. La flagellation fut continuée d’une manière si cruelle que son corps déchiré tout entier tombait en morceaux. Le bienheureux Hamazasp, retenu dans ce moment enchaîné au dehors, priait le Seigneur au fond de son cœur. Ses lèvres ne remuaient pas. Sa voix n’était entendue de personne ; son âme pleine d’émotion était comme agitée par de violents sanglots intérieurs, et il suppliait le Seigneur de lui prêter son assistance dans ce péril qui le menaçait de si près. Après avoir si horriblement tourmenté Isaac, on le détacha de l’instrument de supplice et on amena le bienheureux Hamazasp sur la même place. Attaché de la même manière au milieu des deux bois, on lui infligea des flagellations encore plus cruelles ; il les supporta avec un grand courage ; puis on donna ordre de les décapiter, ce qui fut fait par les bourreaux avec le plus grand empressement : Isaac et Hamazasp remirent ainsi leurs âmes entre les mains de Dieu et quittèrent ce monde. »

— Ghévond Vardapet, Histoire, chapitre VIII.

« Les survivants de ceux qui tombèrent lors de la grande bataille sont les suivants : Deux fils de Smbat, fils d'Asot, dont les noms étaient Asot et Sapouh et un frère de Chmouel, nommé Sapouh, ensuite deux fils et quatre filles de Mousel, dont l'aîné s'appelait Sapouh. Ces fils de Mousel s'étaient réfugiés dans le territoire du Vaspourakan : Merouzhan les fit mettre à mort tous les deux, sous prétexte que leur père avait été cause d'un grand désastre »

— Vardan Areveltsi, Histoire Universelle.

### Sources secondaires
- Cyrille Toumanoff, Les dynasties de la Caucasie chrétienne de l'Antiquité jusqu'au XIXe siècle : Tables généalogiques et chronologiques, Rome, 1990.
- Christian Settipani, Continuité des élites à Byzance durant les siècles obscurs. Les princes caucasiens et l'Empire du VIe au IXe siècle, Paris, de Boccard, 2006, 634 p. [détail des éditions] (ISBN 978-2-7018-0226-8).